# Alois Emanuel Biedermann
Alois Emanuel Biedermann (Winterhur, 1819. március 2. – Zürich, 1855. január 25.) német protestáns teológus. 

## Élete
Teológiai tanulmányait 1837-41-ben Bázelben és Berlinben végezte, 1843-ban lelkész lett Münchensteinben Bázel mellett, majd 1850-ben rendkívüli és 1864-ben rendes tanár a zürichi teológiai fakultáson. A berni egyetemen ugyanebben az évben a hittudományok doktorává avatta fel. Nevét ismeretessé főleg Christliche Dogmatik (Zürich, 1869, 2. kiad. 1884) című műve tette, melyben Hegel szellemében ugyan, de Hegel konzervatív tendenciáit tullépő spekulatív irány hívének mutatja magát a mai teológiai határain belül. Hatással voltak még rá: Strauss és Vatke.